# Sandro Silva de Souza
Sandro Silva de Souza, mais conhecido como Sandro (Rio de Janeiro, 17 de maio de 1988), é um futebolista brasileiro que atua como zagueiro e volante. Atualmente, joga pelo Maricá.
Sandro Chegou no Ceará em 2014 vindo do Joinville, foi muito importante nos títulos do campeonato Cearense 2014 e 2017,com um destaque maior para o de 2014,no mesmo ano foi vice campeão da Copa do Nordeste no ano 2015 ele foi campeão da copa do nordeste.
Sandro sofreu com Lesões no ano de 2016 e perdeu espaço no elenco do Ceará. Em 24 de junho de 2017 rescindiu seu contrato com o Ceará.
No dia 26 de junho de 2017, é anunciado como novo reforço do Santa Cruz.

## Estatísticas
Até 28 de novembro de 2019.
| Clube             | Temporada         | Campeonato nacional | Campeonato nacional | Copa nacional[a] | Copa nacional[a] | Competições continentais[b] | Competições continentais[b] | Campeonatos estaduais[c] | Campeonatos estaduais[c] | Outros jogos[d] | Outros jogos[d] | Total | Total |
| Clube             | Temporada         | Jogos               | Gols                | Jogos            | Gols             | Jogos                       | Gols                        | Jogos                    | Gols                     | Jogos           | Gols            | Jogos | Gols  |
| ----------------- | ----------------- | ------------------- | ------------------- | ---------------- | ---------------- | --------------------------- | --------------------------- | ------------------------ | ------------------------ | --------------- | --------------- | ----- | ----- |
| Ceará             | 2014              | 31                  | 6                   | 6                | 0                | –                           | –                           | 11                       | 2                        | 12              | 1               | 60    | 9     |
| Ceará             | 2015              | 28                  | 1                   | 3                | 0                | –                           | –                           | 8                        | 2                        | 6               | 0               | 45    | 3     |
| Ceará             | 2016              | 10                  | 0                   | 6                | 1                | –                           | –                           | 1                        | 0                        | 0               | 0               | 17    | 1     |
| Ceará             | 2017              | 0                   | 0                   | 1                | 0                | –                           | –                           | 7                        | 0                        | 1               | 0               | 9     | 0     |
| Ceará             | Total             | 69                  | 7                   | 16               | 1                | –                           | –                           | 27                       | 4                        | 19              | 1               | 131   | 13    |
| Santa Cruz        | 2017              | 9                   | 0                   | –                | –                | –                           | –                           | –                        | –                        | –               | –               | 9     | 0     |
| Santa Cruz        | Total             | 9                   | 0                   | 0                | 0                | –                           | –                           | 0                        | 0                        | 0               | 0               | 9     | 0     |
| Criciúma          | 2018              | 20                  | 4                   | 2                | 0                | –                           | –                           | 14                       | 2                        | 0               | 0               | 36    | 6     |
| Criciúma          | 2019              | 27                  | 2                   | 4                | 1                | –                           | –                           | 17                       | 2                        | 0               | 0               | 48    | 5     |
| Criciúma          | Total             | 47                  | 6                   | 6                | 1                | –                           | –                           | 31                       | 4                        | 0               | 0               | 84    | 11    |
| Total na carreira | Total na carreira | 125                 | 13                  | 22               | 2                | –                           | –                           | 58                       | 8                        | 19              | 1               | 224   | 24    |

- a. ^ Jogos da Copa do Brasil
- b. ^ Jogos de Torneios Internacionais
- c. ^ Jogos do Campeonato Estadual
- d. ^ Jogos amistoso, Copa do Nordeste, Copa dos Campeões Cearense e Primeira Liga

## Títulos
Kazma
- Emir Cup: 2011

Joinville
- Copa Santa Catarina: 2013

Ceará
- Copa dos Campeões Cearenses: 2014
- Campeonato Cearense: 2014, 2017
- Copa do Nordeste: 2015

Maricá
- Copa Rio: 2024

### Prêmios individuais
- Seleção do Campeonato Cearense: 2014
- Seleção da Copa do Nordeste: 2014[3]